# Moron (prato)
Na culinária das Filipinas, moron, moron de chocolate ou muron é um bolo de arroz semelhante ao sumon. Esta sobremesa é nativa na culinária de Visayas Oriental, Tacloban, Leyte e Samar Oriental. No entanto, as demais regiões filipinas possuem versões próprias deste prato. Especificamente, o moron é um dos produtos locais da região de Mambajao, na ilha de Camiguin.
Devido à semelhança com o suman, o moron é cozinhado com arroz glutinoso, leite de coco e açúcar. A principal diferença entre os dois pratos é que o moron é acompanhado por tabletes de chocolate ou misturado com cacau em pó. Além de levar uma pitada de baunilha, é consumido acompanhado de café ou sikwate, bebida achocolatada nativa.

## Preparo
Os principais ingredientes do moron consistem em arroz glutinoso (conhecido localmente como malagkit), arroz comum, leite de coco, açúcar, chocolate ou cacau em pó e manteiga derretida. O cozimento do malagkit e o arroz comum, ambos os ingredientes devem ser embebidos durante a noite e moídos no dia seguinte. O arroz moído é embebido em leite de coco até ficar macio. Depois disso, adiciona-se açúcar e chocolate em pó. Após o cozimento em fogo baixo, a mistura, quando em consistência grossa, é reservada em ambiente frio.
Depois de cozinhar a mistura, as folhas de banana são preparadas e cortadas para embalar a mistura. Sugere-se que haja duas colheres de sopa da mistura de arroz em cada uma das folhas cortadas de banana. Todas as peças recebem madeira derretida. Depois do embrulho da peça, esta é selada como uma corda. Por fim, as peças de moron são cozidas através de vaporização por cerca de meia hora. Depois de resfriada, pode ser servida.

## Consumo
Geralmente, vende-se o moron em pacotes de quatro peças que são embaladas individualmente. Os turistas de Leyte costuma mcomprar um moron com um pasalubong, uma espécie tradicional de presente para parentes e amigos. Nos lugares originários do moron, geralmente o prato é servido em festivais, festas de aniversário e funerais. Os visitantes dos locais originários do moron levam, na maioria das vezes, o prato para suas casas. A comida também é um meio de troca de boa vontade na cidade de Tacloban e nos municípios vizinhos de Palo, Tanauan, Tolosa, Dulag, Mayorga e Abuyog.
As agências governamentais das Filipinas provem e apoiam produtos produzidos localmente, como o moron. O Departamento de Ciência e Tecnologia das Filipinas defende a vigência de produtos alimentares. Por outro lado, o Departamento do Comércio e Indústria das Filipinas realiza feiras para desenvolver e promover produtos semelhantes ao moron. O Departamento de Trabalho e Emprego das Filipinas, entretanto, criou um projeto em Mambujao que promoveu a produção de moron.